# 山岸磨夫
山岸 磨夫（やまぎし まお、1933年 - 2003年12月23日）は、作曲家で作陽音楽大学学生部長を務めた。日本作曲家協議会の元会員。東京都出身。

## 略歴
東京芸術大学を卒業。作曲を下総皖一に師事。1961年・1962年と毎日音楽コンクール作曲部門で入賞。作陽音楽大学（現：くらしき作陽大学）音楽学部長、同大で作曲と理論の教授を務める。作陽音楽大学が、岡山県津山市にあったことから津山を題材にした交響曲などを作曲、津山文化振興財団津山国際総合音楽祭の音楽助監督を務める。2003年12月23日倉敷にて他界。
教え子に渡辺三郎（東邦音楽大学教授）、芳志戸幹雄（ギタリスト）などがいる。　　　　　　　　　
長年にわたり國學院大學フォイエルコール混声合唱団の常任指揮者を務め、自作の「白鳥帰行」など多くの合唱曲を指揮した。

## 主要作品

### 管弦楽曲
- 「シンフォニア」（1961年毎日コンクール管弦楽部門2位入賞）
- 「カプリチォとパッサカリア」（1962年毎日コンクール管弦楽部門3位入賞）
- 交響的変容「かるら」
- 交声曲「夕鴫」
- 2台のピアノとオーケストラのための協奏曲
- オペラ「温羅の砦」
- オペラ「ゆや」
- オペラ「温羅の砦」
- 「美作民謡による交響曲」
- 交響曲「美作」
- 交響曲「美作Ⅱ」
- 2台のピアノとオーケストラのための協奏曲

### 室内楽曲
- 「ヴァイオリンとピアノのための2つの詠」
- 「フルート四重奏曲」
- 「弦楽四重奏曲Ⅰ」
- 「弦楽四重奏曲Ⅱ」
- ヴァイオリン・クラリネット・ピアノのための二章「残照」
- 「ピアノトリオのための”乱”」
- 「ヴィオラとピアノのための変容Ⅰ」
- 「ヴィオラとピアノのための変容Ⅱ」
- 合唱曲「神楽歌」
- 合唱曲「白鳥帰行
- 混声合唱のための浄瑠璃「胸割」
- ピアノ小品「跳ぶ跳ねる」
- 龍笛・チェロ・ピアノのための「かなえ」
- 「オーボエのために - 二つの情景〈樹々のなかで、海辺にて〉 -」
- 8楽器のためのコンチェルティーノ

### ギター作品
- 「フルート，ヴァイオリン，ギターのトリオ」
- 「ギターとフルートのための2つの律と気」（昭和50年度武井賞受賞）
- 「ギターの為の黒い石」
- 「まどろみ」
- 「練習曲」
- 「ねろじぃ」
- 「アンダンテ・グラジオーソ」
- 「ドリア調のパッサカリア」
- 「ギターとハープシコードの為の二章」
- 「ハーモニカとギターの為のソネット」
- 「ソネットⅡ」
- 「FL,Guitar,Celloの為のかなえⅡ」
- ギター作品の大半はギタリスト芳志戸幹雄により、初演されている

### 歌曲
- 世田谷区立弦巻中学校校歌
- 「ある時」（作詞：山村暮鳥）
- 「春の河」（作詞：山村暮鳥）
- メゾソプラノとピアノの為に〜小唄
- 國學院大學校歌　混声4部　芳賀矢一作曲（山岸磨夫編曲）
- 劇的詩曲「於由ものがたり」（作詩：水野隆）

### 劇音楽
- 青森県のせむし男（作・寺山修司）